# Telekom Cup
Telekom Cup, dawniej T-Home Cup i Liga total! Cup – niemiecki nieoficjalny turniej piłkarski organizowany pod patronatem Deutsche Telekom.
Organizowany corocznie turniej został zainaugurowany w 2009 roku w Gelsenkirchen. Odbywa się podczas przerwy międzysezonowej, tuż przed rozpoczęciem sezonu Bundesligi, z udziałem czterech niemieckich zespołów w systemie pucharowym. Dotychczas rozegrano 10 edycji – trzykrotnie w Mönchengladbach, dwukrotnie w Gelsenkirchen, Hamburgu i Düsseldorfie oraz raz w Moguncji.
Telekom Cup jest turniejem podobnym do Fuji Cup (organizowanego w latach 1986–1996) oraz do Pucharu Ligi (organizowanego w latach 1997–2007) i uznawany za ich nieoficjalną kontynuację. Nieoficjalny charakter turnieju znajduje odzwierciedlenie w swoistych zasad rozgrywania meczów w niepełnym wymiarze czasowym oraz doborem i liczbą uczestników.

## Historia
Puchar Ligi, czyli oficjalne rozgrywki organizowane przez DFL, odbyły się po raz ostatni w 2007 roku. Rok później z powodu Euro 2008 turnieju nie rozegrano. Główny sponsor Bayernu – Deutsche Telekom na własną rękę zorganizował natomiast mecz o Superpuchar Niemiec pod nazwą T-Home Supercup pomiędzy zdobywcą Dubletu w 2008 roku – Byernem Monachium a finalistą Pucharu Niemiec, Borussią Dortmund (zwyciężyła Borussia 2:1). Przed rozpoczęciem sezonu 2009/10 Deutsche Telekom zapoczątkował turniej przedsezonowy na wzór Pucharu Ligi zwany T-Home Cup, w którym wzięły udział cztery czołowe zespoły Bundesligi: FC Schalke 04, Bayern Monachium, Hamburger SV oraz VfB Stuttgart. W latach 1986–1996 podobny turniej odbywał się pod nazwą Fuji Cup. Od 2010 do 2012 roku turniej nosił nazwę Liga Total, a od 2013 roku rozgrywany jest pod nazwą Telekom Cup.
Choć turniej jest nieoficjalny, to wszystkie cztery mecze są transmitowane na żywo w telewizji i innych mediach, a trofeum zdobyte w turnieju często jest określane jako „pierwszy tytuł w sezonie” i jako „punkt odniesienia” zespołów na krótko przed rozpoczęciem sezonu. W niektórych mediach Telekom Cup jest niepoprawnie wskazywany na następcę oficjalnych rozgrywek Pucharu Ligi.

## Forma rozgrywek
Do 2014 roku turniej odbywał się w dwóch kolejnych dniach, w meczach rozgrywanych na tym samym stadionie. Pierwszego dnia odbywały się mecze półfinałowe jeden po drugim, a dzień później – najpierw mecz o trzecie miejsce, a następnie mecz finałowy. Mecze trwały po 60 minut (jedna połowa 30 minut) i jeśli w regulaminowym czasie gry nie nastąpiło rozstrzygnięcie o zwycięstwie, musiała zadecydować seria rzutów karnych.
W 2015 roku turniej został zmodyfikowany. Choć forma rozgrywek została niezmieniona, to czas trwania turnieju został skrócony do jednego dnia, zaś mecze skrócono do 45 minut, aby umożliwić rozegranie wszystkich czterech spotkań jednego dnia.

## Turnieje
| Rok                                                       | 1. miejsce        | 2. miejsce               | 3. miejsce               | 4. miejsce               | Mecze |
| --------------------------------------------------------- | ----------------- | ------------------------ | ------------------------ | ------------------------ | --- |
| 2009 (T-Home Cup) Veltins-Arena (Gelsenkirchen)           | Hamburger SV      | VfB Stuttgart            | Bayern Monachium         | FC Schalke 04            | PF: FC Schalke 04 – VfB Stuttgart 0:1 PF: Bayern Monachium – Hamburger SV 0:1 M3: FC Schalke 04 – Bayern Monachium 1:2 F: 0VfB Stuttgart – Hamburger SV 0:3                                                                           |
| 2010 (Liga total! Cup) Veltins-Arena (Gelsenkirchen)      | FC Schalke 04     | Bayern Monachium         | Hamburger SV             | 1. FC Köln               | PF: FC Schalke 04 – Hamburger SV 2:1 PF: Bayern Monachium – 1. FC Köln 0:0 (3:1 w rz. karnych) M3: Hamburger SV – 1. FC Köln 3:0 F: 0FC Schalke 04 – Bayern Monachium 3:1                                                             |
| 2011 (Liga total! Cup) Coface Arena (Moguncja)            | Borussia Dortmund | Hamburger SV             | Bayern Monachium         | 1.1. FSV Mainz 05        | PF: 1. FSV Mainz 05 – Borussia Dortmund 0:1 PF: Bayern Monachium – Hamburger SV 1:2 M3: 1. FSV Mainz 05 – Bayern Monachium 2:2 (4:5 w rz. karnych) F: 0Borussia Dortmund – Hamburger SV 2:0                                           |
| 2012 (Liga total! Cup) Imtech Arena (Hamburg)             | Werder Brema      | Borussia Dortmund        | Bayern Monachium         | Hamburger SV             | PF: Borussia Dortmund – Hamburger SV 1:0 PF: Bayern Monachium – Werder Brema 2:2 (2:4 w rz. karnych) M3: Hamburger SV – Bayern Monachium 0:1 F: 0Borussia Dortmund – Werder Brema 3:3 (4:5 w rz. karnych)                             |
| 2013 (Telekom Cup) Borussia-Park (Mönchengladbach)        | Bayern Monachium  | Borussia Mönchengladbach | Borussia Dortmund        | Hamburger SV             | PF: Borussia Mönchengladbach – Borussia Dortmund 1:0 PF: Hamburger SV – Bayern Monachium 0:4 M3: Borussia Dortmund – Hamburger SV 1:0 F: 0Borussia Mönchengladbach – Bayern Monachium 1:5                                             |
| 2014 (Telekom Cup) Imtech Arena (Hamburg)                 | Bayern Monachium  | VfL Wolfsburg            | Hamburger SV             | Borussia Mönchengladbach | PF: Hamburger SV – VfL Wolfsburg 0:0 (5:6 w rz. karnych) PF: Bayern Monachium – Borussia Mönchengladbach 2:2 (5:4 w rz. karnych) M3: Hamburger SV – Borussia Mönchengladbach 3:1 F: 0VfL Wolfsburg – FC Bayern Monachium 0:3          |
| 2015 (Telekom Cup) Borussia-Park (Mönchengladbach)        | Hamburger SV      | FC Augsburg              | Borussia Mönchengladbach | Bayern Monachium         | PF: Borussia Mönchengladbach – Hamburger SV 0:0 (4:5 w rz. karnych) PF: Bayern Monachium – FC Augsburg 1:2 M3: Borussia Mönchengladbach – Bayern Monachium 0:0 (4:3 w rz. karnych) F: 0Hamburger SV – FC Augsburg 2:1                 |
| 2017 (zima) (Telekom Cup) ESPRIT Arena (Düsseldorf)       | Bayern Monachium  | 1.1. FSV Mainz 05        | Fortuna Düsseldorf       | Borussia Mönchengladbach | PF: Fortuna Düsseldorf – Bayern Monachium 0:0 (1:4 w rz. karnych) PF: Borussia Mönchengladbach – 1. FSV Mainz 05 0:1 M3: Fortuna Düsseldorf – Borussia Mönchengladbach 2:0 F: 0Bayern Monachium – 1. FSV Mainz 05 2:1                 |
| 2017 (lato) (Telekom Cup) Borussia-Park (Mönchengladbach) | Bayern Monachium  | Werder Brema             | TSG 1899 Hoffenheim      | Borussia Mönchengladbach | PF: Borussia Mönchengladbach – Werder Brema 0:0 (3:5 w rz. karnych) PF: Bayern Monachium – TSG 1899 Hoffenheim 1:0 M3: Borussia Mönchengladbach – TSG 1899 Hoffenheim 0:0 (5:6 w rz. karnych) F: 0Werder Brema – Bayern Monachium 0:2 |
| 2019 (Telekom Cup) ESPRIT Arena (Düsseldorf)              | Bayern Monachium  | Borussia Mönchengladbach | Fortuna Düsseldorf       | Hertha BSC               | PF: Fortuna Düsseldorf – Bayern Monachium 0:0 (7:8 w rz. karnych) PF: Borussia Mönchengladbach – Hertha BSC 1:0 M3: Fortuna Düsseldorf – Hertha BSC 3:1 F: 0Bayern Monachium – Borussia Mönchengladbach 0:0 (4:2 w rz. karnych)       |

PF = Półfinał; M3 = Mecz o 3 miejsce; F = Finał

### 2009

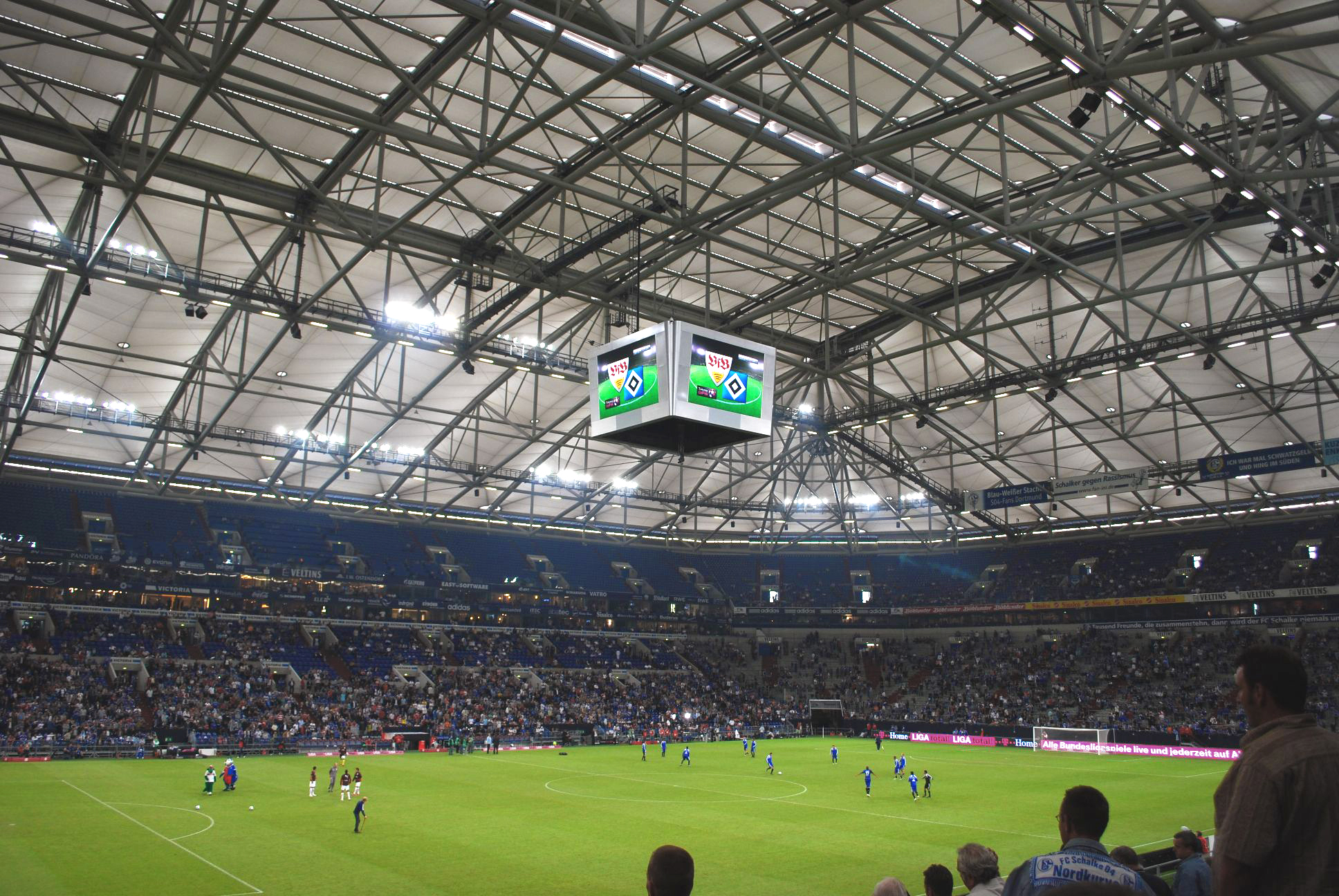
Mecz finałowy turnieju

W dniach 18 i 19 lipca 2009 roku T-Home Cup odbył się po raz pierwszy. Wszystkie mecze z udziałem Bayernu Monachium (drugie miejsce w sezonie 2008/09), VfB Stuttgart (3), Hamburger SV (5) i FC Schalke 04 (8) odbyły się na stadionie Veltins-Arena w Gelsenkirchen.
Oba półfinały zakończyły się wynikiem 1:0. Zwycięskie bramki zdobyli: Sebastian Rudy (34 minuta) dla VfB Stuttgart i Piotr Trochowski (40 minuta) dla Hamburger SV. Mecz o trzecie miejsce wygrał Bayern Monachium, pokonując 2:1 zespół gospodarzy – FC Schalke 04 po bramkach: Breno (13.), samobójczym trafieniu Höwedesa (26 minuta) i bramce kontaktowej strzelonej przez Halila Altıntopa (29 minuta). Cały turniej wygrał zespół Hamburger SV, pokonując w finałowym meczu VfB Stuttgart 3:0. Strzelcami bramek byli: Benjamin (25 minuta), Pitroipa (28 minuta) i Petrić (58 minuta).
Zwycięzca turnieju oprócz trofeum nie otrzymał nic. Cały dochód z turnieju wpłynął bezpośrednio do dwóch organizacji charytatywnych – „Ich-kann-was” – inicjatywy Deutsche Telekom i „Schalke hilft!!" (Schalke pomaga) – zorganizowanej przez klub gospodarza FC Schalke 04.
Drabinka turnieju
|  |                  |                  |              |                   |   |               |               |       |
|  | Półfinały        | Półfinały        | Półfinały    |                   |   | Finał         | Finał         | Finał |
|  | Półfinały        | Półfinały        | Półfinały    |                   |   | Finał         | Finał         | Finał |
|  | 18 lipca         |                  |              |                   |   |               |               |       |
|  |                  |                  |              |                   |   |               |               |       |
|  | FC Schalke 04    | FC Schalke 04    | 0            |                   |   |               |               |       |
|  | FC Schalke 04    | FC Schalke 04    | 0            | 19 lipca          |   |               |               |       |
|  | VfB Stuttgart    | VfB Stuttgart    | 1            |                   |   |               |               |       |
|  | VfB Stuttgart    | VfB Stuttgart    | 1            |                   |   | VfB Stuttgart | VfB Stuttgart | 0     |
|  | 18 lipca         |                  |              |                   |   | VfB Stuttgart | VfB Stuttgart | 0     |
|  |                  |                  | Hamburger SV | Hamburger SV      | 3 |               |               |       |
|  | Bayern Monachium | Bayern Monachium | Hamburger SV | Hamburger SV      | 3 | 0             |               |       |
|  | Bayern Monachium | Bayern Monachium |              |                   |   |               |               |       |
|  | Hamburger SV     | Hamburger SV     | 1            |                   |   |               |               |       |
|  | Hamburger SV     | Hamburger SV     | 1            | Mecz o 3. miejsce |   |               |               |       |
|  |                  |                  |              |                   |   |               |               |       |
|  | 19 lipca         |                  |              |                   |   |               |               |       |
|  |                  |                  |              |                   |   |               |               |       |
|  | FC Schalke 04    | FC Schalke 04    | 1            |                   |   |               |               |       |
|  | FC Schalke 04    | FC Schalke 04    | 1            |                   |   |               |               |       |
|  | Bayern Monachium | Bayern Monachium | 2            |                   |   |               |               |       |
|  | Bayern Monachium | Bayern Monachium | 2            |                   |   |               |               |       |

Mecze
| Półfinał 18 lipca 2009 | FC Schalke 04 | 0:1   | VfB Stuttgart |                                                                    |
| 16:45 CEST (UTC+02:00) |               | (0:1) | Rudy 34'      | Veltins-Arena, Gelsenkirchen Widzów: 34 350 Sędzia: Guido Winkmann |

| Półfinał 18 lipca 2009 | Bayern Monachium | 0:1   | Hamburger SV   |                                                                       |
| 18:35 CEST (UTC+02:00) |                  | (0:1) | Trochowski 40' | Veltins-Arena, Gelsenkirchen Widzów: 34 350 Sędzia: Thorsten Kinhöfer |

| Mecz o 3. miejsce 19 lipca 2009 | FC Schalke 04 | 1:2   | Bayern Monachium             |                                                                    |
| 16:45 CEST (UTC+02:00)          | Altintop 29'  | (1:2) | Breno 13' · Höwedes (OG) 13' | Veltins-Arena, Gelsenkirchen Widzów: 38 820 Sędzia: Guido Winkmann |

| Finał 19 lipca 2009    | VfB Stuttgart | 0:3   | Hamburger SV                             |                                                                       |
| 18:35 CEST (UTC+02:00) |               | (0:2) | Benjamin 25' · Pitroipa 28' · Petrić 58' | Veltins-Arena, Gelsenkirchen Widzów: 38 820 Sędzia: Thorsten Kinhöfer |

### 2010

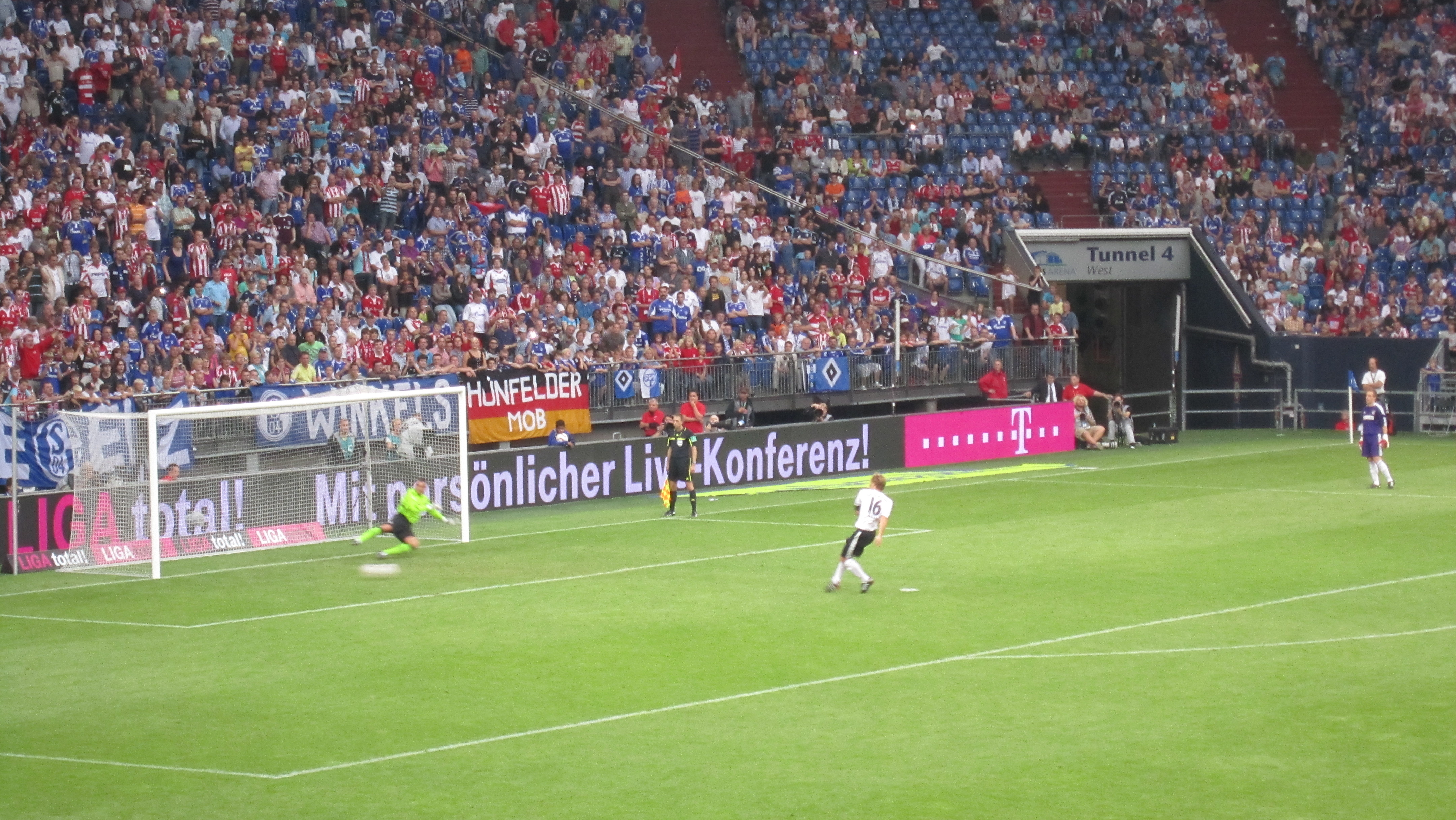
Andreas Ottl strzela gola na 1:0 z rzutu karnego drużynie 1. FC Köln podczas LIGA total! Cup 2010

W 2010 turniej po raz pierwszy odbył pod nową nazwą Liga total! Cup i ponownie na stadionie Veltins-Arena w Gelsenkirchen. Mecze rozegrano 31 lipca i 1 sierpnia 2010 z udziałem: Bayernu Monachium (mistrz Niemiec 2010), gospodarzami FC Schalke 04 (wicemistrz Niemiec 2010), Hamburger SV (7) oraz 1. FC Köln (13).
W pierwszym meczu półfinałowym Schalke pokonało HSV 2:1. W tym meczu wystąpiło dwóch nowo sprowadzonych z Realu Madryt zawodników: Raúl oraz van Nistelrooy, który swój występ okrasił bramką (6 minuta). Oprócz niego bramki strzelili Edu (42 minuta) i Jermaine Jones (49 minuta). W drugim półfinale Bayern Monachium zremisował 0:0 z 1. FC Köln i po raz pierwszy w turnieju o awansie zadecydowały rzuty karne. Bayern wygrał, pokonując w serii jedenastek zespół z Kolonii 3:1 po trafieniach: Ottla, Tymoszczuka i Yalçına. W meczu o 3. miejsce z HSV, 1. FC Köln wygrało po bramkach van Nistelrooya (27 minuta), Kačara (36 minuta) i Sona (55 minuta) wynikiem 3:0. W meczu finałowym Bayern Monachium wyszedł na prowadzenie po bramce Mujicia (5 minuta), ale Schalke odpowiedziało bramkami Raúla (25, 33 minuta) oraz trafieniu Edu (27 minuta), wygrywając mecz 3:1 i cały turniej.
Drabinka turnieju
|  |                  |                  |                  |                   |   |               |               |       |
|  | Półfinały        | Półfinały        | Półfinały        |                   |   | Finał         | Finał         | Finał |
|  | Półfinały        | Półfinały        | Półfinały        |                   |   | Finał         | Finał         | Finał |
|  | 31 lipca         |                  |                  |                   |   |               |               |       |
|  |                  |                  |                  |                   |   |               |               |       |
|  | FC Schalke 04    | FC Schalke 04    | 2                |                   |   |               |               |       |
|  | FC Schalke 04    | FC Schalke 04    | 2                | 1 sierpnia        |   |               |               |       |
|  | Hamburger SV     | Hamburger SV     | 1                |                   |   |               |               |       |
|  | Hamburger SV     | Hamburger SV     | 1                |                   |   | FC Schalke 04 | FC Schalke 04 | 3     |
|  | 31 lipca         |                  |                  |                   |   | FC Schalke 04 | FC Schalke 04 | 3     |
|  |                  |                  | Bayern Monachium | Bayern Monachium  | 1 |               |               |       |
|  | Bayern Monachium | Bayern Monachium | Bayern Monachium | Bayern Monachium  | 1 | 0(3)          |               |       |
|  | Bayern Monachium | Bayern Monachium |                  |                   |   |               |               |       |
|  | 1. FC Köln       | 1. FC Köln       | 0(1)             |                   |   |               |               |       |
|  | 1. FC Köln       | 1. FC Köln       | 0(1)             | Mecz o 3. miejsce |   |               |               |       |
|  |                  |                  |                  |                   |   |               |               |       |
|  | 1 sierpnia       |                  |                  |                   |   |               |               |       |
|  |                  |                  |                  |                   |   |               |               |       |
|  | Hamburger SV     | Hamburger SV     | 3                |                   |   |               |               |       |
|  | Hamburger SV     | Hamburger SV     | 3                |                   |   |               |               |       |
|  | 1. FC Köln       | 1. FC Köln       | 0                |                   |   |               |               |       |
|  | 1. FC Köln       | 1. FC Köln       | 0                |                   |   |               |               |       |

Mecze
| Półfinał 31 lipca 2010 | FC Schalke 04       | 2:1   | Hamburger SV      |                                                                       |
| 16:45 CEST (UTC+02:00) | Edu 46' · Jones 48' | (0:1) | Van Nistelrooy 6' | Veltins-Arena, Gelsenkirchen Widzów: 45 000 Sędzia: Thorsten Kinhöfer |

| Półfinał 31 lipca 2010 | Bayern Monachium     | 0:0 k. 3:1    | 1. FC Köln   |                                                                       |
| 18:35 CEST (UTC+02:00) |                      | (0:0, k. 3:1) |              | Veltins-Arena, Gelsenkirchen Widzów: 42 000 Sędzia: Christian Fischer |
| 18:35 CEST (UTC+02:00) | Ottl Tymoszczuk Olić | Rzuty karne   | Lanig Yalçın | Veltins-Arena, Gelsenkirchen Widzów: 42 000 Sędzia: Christian Fischer |

| Mecz o 3. miejsce 1 sierpnia 2010 | Hamburger SV                             | 3:0   | 1. FC Köln |                                                                       |
| 16:45 CEST (UTC+02:00)            | Van Nistelrooy 27' · Kačar 36' · Son 55' | (1:0) |            | Veltins-Arena, Gelsenkirchen Widzów: 40 000 Sędzia: Christian Fischer |

| Finał 1 sierpnia 2010  | FC Schalke 04          | 3:1   | Bayern Monachium |                                                                       |
| 18:35 CEST (UTC+02:00) | Raúl 25' 33' · Edu 27' | (2:1) | Mujić 6'         | Veltins-Arena, Gelsenkirchen Widzów: 38 236 Sędzia: Thorsten Kinhöfer |

### 2011
W 2011 turniej odbył się w dniach 19 i 20 lipca w nowo otwartym Coface Arena w Moguncji. Po raz pierwszy w turnieju udział wzięli oficjalni mistrzowie Niemiec Borussia Dortmund oraz gospodarze 1. FSV Mainz 05 (5 miejsce), a także stali bywalcy, czyli Bayern Monachium (3 miejsce) i Hamburger SV (8 miejsce).
W półfinale nie powiodło się Bayernowi, który przegrał 1:2 z Hamburger SV po dwóch bramkach Sona (7., 30.). Kontaktowego gola strzelił Toni Kroos (57.). Borussia Dortmund wygrała drugi półfinał po trafieniu Perišića 1:0 z zespołem Mainz. Następnego dnia Bayern Monachium wygrał mecz o 3. miejsce przeciwko gospodarzom 1. FSV Mainz 05 po rzutach karnych. W regulaminowym czasie gry gole strzelili: Nikołcze Noweski (11.) i Anthony Ujah (59.) dla Mainz i David Alaba (30.) oraz Nils Petersen z rzutu karnego (57.) dla Bayernu. W decydującym meczu Borussia Dortmund po golach Santany (50.) i Zidana (51.) zapewniła sobie zwycięstwo 2:0 z HSV.
Drabinka turnieju
|  |                   |                   |              |                   |   |                   |                   |       |
|  | Półfinały         | Półfinały         | Półfinały    |                   |   | Finał             | Finał             | Finał |
|  | Półfinały         | Półfinały         | Półfinały    |                   |   | Finał             | Finał             | Finał |
|  | 19 lipca          |                   |              |                   |   |                   |                   |       |
|  |                   |                   |              |                   |   |                   |                   |       |
|  | 1.1. FSV Mainz 05 | 1.1. FSV Mainz 05 | 0            |                   |   |                   |                   |       |
|  | 1.1. FSV Mainz 05 | 1.1. FSV Mainz 05 | 0            | 20 lipca          |   |                   |                   |       |
|  | Borussia Dortmund | Borussia Dortmund | 1            |                   |   |                   |                   |       |
|  | Borussia Dortmund | Borussia Dortmund | 1            |                   |   | Borussia Dortmund | Borussia Dortmund | 2     |
|  | 19 lipca          |                   |              |                   |   | Borussia Dortmund | Borussia Dortmund | 2     |
|  |                   |                   | Hamburger SV | Hamburger SV      | 0 |                   |                   |       |
|  | Bayern Monachium  | Bayern Monachium  | Hamburger SV | Hamburger SV      | 0 | 1                 |                   |       |
|  | Bayern Monachium  | Bayern Monachium  |              |                   |   |                   |                   |       |
|  | Hamburger SV      | Hamburger SV      | 2            |                   |   |                   |                   |       |
|  | Hamburger SV      | Hamburger SV      | 2            | Mecz o 3. miejsce |   |                   |                   |       |
|  |                   |                   |              |                   |   |                   |                   |       |
|  | 20 lipca          |                   |              |                   |   |                   |                   |       |
|  |                   |                   |              |                   |   |                   |                   |       |
|  | 1.1. FSV Mainz 05 | 1.1. FSV Mainz 05 | 2(4)         |                   |   |                   |                   |       |
|  | 1.1. FSV Mainz 05 | 1.1. FSV Mainz 05 | 2(4)         |                   |   |                   |                   |       |
|  | Bayern Monachium  | Bayern Monachium  | 2(5)         |                   |   |                   |                   |       |
|  | Bayern Monachium  | Bayern Monachium  | 2(5)         |                   |   |                   |                   |       |

Mecze
| Półfinał 19 lipca 2011 | 1.1. FSV Mainz 05 | 0:1   | Borussia Dortmund |                                                        |
| 18:45 CEST (UTC+02:00) |                   | (0:0) | Perišić 33'       | Coface Arena, Mainz Widzów: 33 500 Sędzia: Tobias Welz |

| Półfinał 19 lipca 2011 | Bayern Monachium | 1:2   | Hamburger SV |                                                          |
| 20:30 CEST (UTC+02:00) | Kroos 57'        | (0:2) | Son 7', 30'  | Coface Arena, Mainz Widzów: 30 900 Sędzia: Tobias Christ |

| Mecz o 3. miejsce 20 lipca 2011 | 1.1. FSV Mainz 05                          | 2:2 k. 4:5    | Bayern Monachium                               |                                                         |
| 18:45 CEST (UTC+02:00)          | Noveski 11' · Ujah 59'                     | (1:1, k. 4:5) | Alaba 30+1' · Petersen 57' (k.)                | Coface Arena, Mainz Widzów: 33 500 Sędzia: Jochen Drees |
| 18:45 CEST (UTC+02:00)          | Soto Slišković Yılmaz Stieber Noveski Ujah | Rzuty karne   | Alaba Müller Petersen Kroos Tymoshchuk Pranjić | Coface Arena, Mainz Widzów: 33 500 Sędzia: Jochen Drees |

| Finał 20 lipca 2011    | Borussia Dortmund       | 2:0   | Hamburger SV |                                                         |
| 18:35 CEST (UTC+02:00) | Santana 50' · Zidan 51' | (0:0) |              | Coface Arena, Mainz Widzów: 32 284 Sędzia: Jochen Drees |

### 2012
Z okazji 125-lecia klubu Hamburger SV Liga total! Cup odbyła się w Hamburgu na stadionie Imtech Arena 4 i 5 sierpnia 2012. Uczestnikami turnieju byli mistrz i wicemistrz Niemiec: Borussia Dortmund i Bayern Monachium, gospodarze Hamburger SV (15) oraz pierwszy raz w tych rozgrywkach drużyna Werderu Brema (9).
W półfinałach zwyciężyły zespoły Werderu Brema i Borussii Dortmund. BVB wygrał 1:0 z HSV po bramce Jakuba Błaszczykowskiego (42.), natomiast Werder w regulaminowym czasie gry zremisował z Bayernem 2:2 (bramki: Petersen (12.) i Füllkrug (43.) – Werder, oraz Shaqiri (27.) i Kroos (60.) – Bayern), a w rzutach karnych zwyciężył 4:2 po pudłach Ribériego i Schweinsteigera. Dzień później Bayern zapewnił sobie 3. miejsce, pokonując 1:0 drużynę HSV (bramka Mitchella Weisera – 25 minuta). W meczu finałowym Werder Brema ponownie wygrał dzięki serii rzutów karnych. W regulaminowym czasie gry padł wynik 2:2 (gole Werderu: Füllkrug (3.), Ekici (6.), gole Borussii: Reus (22.), Lewandowski (24.)). Decydujący rzut karny zmarnował Kevin Großkreutz. Werder wykorzystał wszystkie 9 „jedenastek” w turnieju. Tak jak poprzednio, nagroda finansowa została przekazana na cele charytatywne.
Drabinka turnieju
|  |                   |                   |              |                   |      |                   |                   |       |
|  | Półfinały         | Półfinały         | Półfinały    |                   |      | Finał             | Finał             | Finał |
|  | Półfinały         | Półfinały         | Półfinały    |                   |      | Finał             | Finał             | Finał |
|  | 4 sierpnia        |                   |              |                   |      |                   |                   |       |
|  |                   |                   |              |                   |      |                   |                   |       |
|  | Hamburger SV      | Hamburger SV      | 0            |                   |      |                   |                   |       |
|  | Hamburger SV      | Hamburger SV      | 0            | 5 sierpnia        |      |                   |                   |       |
|  | Borussia Dortmund | Borussia Dortmund | 1            |                   |      |                   |                   |       |
|  | Borussia Dortmund | Borussia Dortmund | 1            |                   |      | Borussia Dortmund | Borussia Dortmund | 3(4)  |
|  | 4 sierpnia        |                   |              |                   |      | Borussia Dortmund | Borussia Dortmund | 3(4)  |
|  |                   |                   | Werder Brema | Werder Brema      | 3(5) |                   |                   |       |
|  | Werder Brema      | Werder Brema      | Werder Brema | Werder Brema      | 3(5) | 2(4)              |                   |       |
|  | Werder Brema      | Werder Brema      |              |                   |      |                   |                   |       |
|  | Bayern Monachium  | Bayern Monachium  | 2(2)         |                   |      |                   |                   |       |
|  | Bayern Monachium  | Bayern Monachium  | 2(2)         | Mecz o 3. miejsce |      |                   |                   |       |
|  |                   |                   |              |                   |      |                   |                   |       |
|  | 5 sierpnia        |                   |              |                   |      |                   |                   |       |
|  |                   |                   |              |                   |      |                   |                   |       |
|  | Hamburger SV      | Hamburger SV      | 0            |                   |      |                   |                   |       |
|  | Hamburger SV      | Hamburger SV      | 0            |                   |      |                   |                   |       |
|  | Bayern Monachium  | Bayern Monachium  | 1            |                   |      |                   |                   |       |
|  | Bayern Monachium  | Bayern Monachium  | 1            |                   |      |                   |                   |       |

Mecze
| Półfinał 4 sierpnia 2012 | Hamburger SV | 0:1   | Borussia Dortmund  |                                                                  |
| 16:45 CEST (UTC+02:00)   |              | (0:0) | Błaszczykowski 42' | Imtech Arena, Hamburg Widzów: 41 000 Sędzia: Hans-Joachim Osmers |

| Półfinał 4 sierpnia 2012 | Werder Brema                  | 2:2 k. 4:2    | Bayern Monachium                      |                                                                 |
| 18:35 CEST (UTC+02:00)   | Petersen 12' · Füllkrug 43'   | (1:1, k. 4:2) | Shaqiri 27' · Kroos 60'               | Imtech Arena, Hamburg Widzów: 42 217 Sędzia: Norbert Grudzinski |
| 18:35 CEST (UTC+02:00)   | Ekici Fritz Schmitz De Bruyne | Rzuty karne   | Mandžukić Kroos Ribéry Schweinsteiger | Imtech Arena, Hamburg Widzów: 42 217 Sędzia: Norbert Grudzinski |

| Mecz o 3. miejsce 5 sierpnia 2012 | Hamburger SV | 0:1   | Bayern Monachium |                                                             |
| 16:45 CEST (UTC+02:00)            |              | (0:1) | Weiser 25'       | Imtech Arena, Hamburg Widzów: 45 000 Sędzia: Daniel Siebert |

| Finał 5 sierpnia 2012  | Borussia Dortmund                                     | 3:3 k. 4:5    | Werder Brema                              |                                                           |
| 18:35 CEST (UTC+02:00) | Reus 22' · Lewandowski 24', 25'                       | (3:2, k. 4:5) | Füllkrug 3' · Ekici 5' · Hunt 49' (k.)    | Imtech Arena, Hamburg Widzów: 39 175 Sędzia: Felix Zwayer |
| 18:35 CEST (UTC+02:00) | Subotić Halstenberg Kehl Owomoyela Perišić Großkreutz | Rzuty karne   | Hunt Fritz Wurtz Junuzović Füllkrug Prödl | Imtech Arena, Hamburg Widzów: 39 175 Sędzia: Felix Zwayer |

### 2013

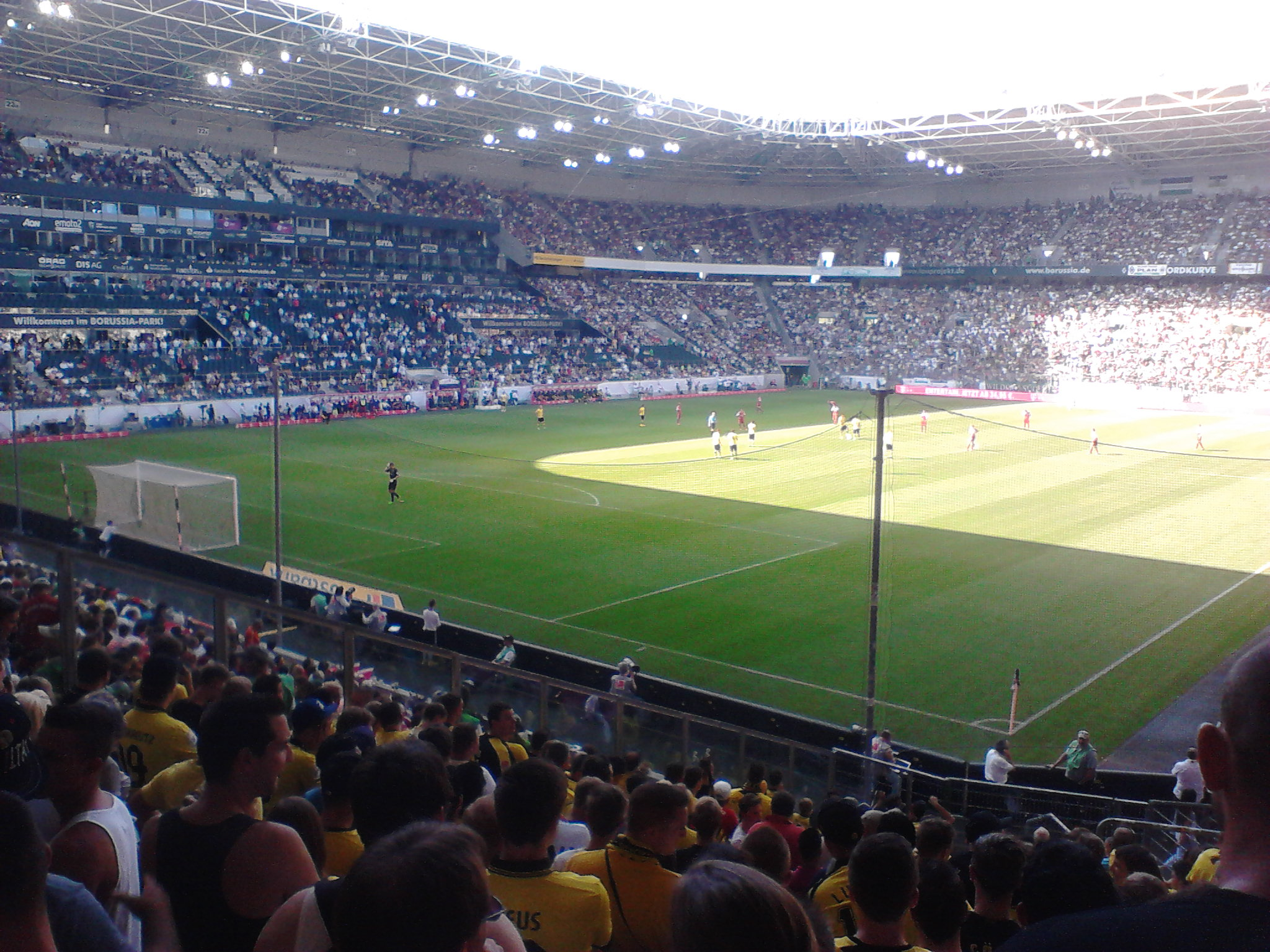
Ujęcie ze stadionu z meczu o 3. miejsce pomiędzy Borussią a HSV (2013)

Turniej po raz pierwszy zorganizowano pod szyldem Telekom cup. Zawody rozegrano w Mönchengladbach na stadionie Borussia-Park w dniach 20 i 21 lipca 2013. W turnieju wzięli udział: zdobywca Trypletu – Bayern Monachium, finalista Ligi Mistrzów oraz wicemistrz Niemiec – Borussia Dortmund, gospodarze – Borussia Mönchengladbach (8) i kolejny raz zespół Hamburger SV (7).
W oryginalnym harmonogramie z dnia 28 marca 2013 roku pierwszy półfinał powinien zostać rozegrany pomiędzy Bayernem Monachium a Borussią Dortmund. Harmonogram ten został zmieniony na prośbę obu zespołów, które niedawno mierzyły się ze sobą w finale Ligi Mistrzów. Organizator Telekom dostosował się do tej prośby i dnia 21 czerwca zmienił harmonogram turnieju.
FC Bayern Monachium w swoim piątym udziale wygrał po raz pierwszy turniej, pokonując w finale 5:1 gospodarzy Borussię Mönchengladbach – było to jak dotąd najwyższe zwycięstwo w turnieju. Bramki strzelali: Franck Ribéry (17.), Philipp Lahm (22.), Thiago Alcántara (26), Arjen Robben (42.) i Thomas Müller (60) oraz Luuk de Jong (29). Już w półfinale Bawarczycy wygrali 4:0 z HSV. Wówczas bramki strzelali: Jérôme Boateng (12.), Mario Mandžukić (41.), Toni Kroos (44.) i Thomas Müller(52.). W drugim półfinale Borussia Mönchengladbach wygrała po rzucie karnym wykonanym przez Filipa Daemsa w ostatniej minucie meczu z Borussią Dortmund. 3. miejsce na koniec rozgrywek zajęła Borussia Dortmund, pokonując zespół z Hamburga, a zwycięską bramkę zdobył Jonas Hofmann w 24. minucie.
Drabinka turnieju
|  |                          |                          |                  |                   |   |                          |                          |       |
|  | Półfinały                | Półfinały                | Półfinały        |                   |   | Finał                    | Finał                    | Finał |
|  | Półfinały                | Półfinały                | Półfinały        |                   |   | Finał                    | Finał                    | Finał |
|  | 20 lipca                 |                          |                  |                   |   |                          |                          |       |
|  |                          |                          |                  |                   |   |                          |                          |       |
|  | Borussia Mönchengladbach | Borussia Mönchengladbach | 1                |                   |   |                          |                          |       |
|  | Borussia Mönchengladbach | Borussia Mönchengladbach | 1                | 21 lipca          |   |                          |                          |       |
|  | Borussia Dortmund        | Borussia Dortmund        | 0                |                   |   |                          |                          |       |
|  | Borussia Dortmund        | Borussia Dortmund        | 0                |                   |   | Borussia Mönchengladbach | Borussia Mönchengladbach | 1     |
|  | 20 lipca                 |                          |                  |                   |   | Borussia Mönchengladbach | Borussia Mönchengladbach | 1     |
|  |                          |                          | Bayern Monachium | Bayern Monachium  | 5 |                          |                          |       |
|  | Bayern Monachium         | Bayern Monachium         | Bayern Monachium | Bayern Monachium  | 5 | 4                        |                          |       |
|  | Bayern Monachium         | Bayern Monachium         |                  |                   |   |                          |                          |       |
|  | Hamburger SV             | Hamburger SV             | 0                |                   |   |                          |                          |       |
|  | Hamburger SV             | Hamburger SV             | 0                | Mecz o 3. miejsce |   |                          |                          |       |
|  |                          |                          |                  |                   |   |                          |                          |       |
|  | 21 lipca                 |                          |                  |                   |   |                          |                          |       |
|  |                          |                          |                  |                   |   |                          |                          |       |
|  | Borussia Dortmund        | Borussia Dortmund        | 1                |                   |   |                          |                          |       |
|  | Borussia Dortmund        | Borussia Dortmund        | 1                |                   |   |                          |                          |       |
|  | Hamburger SV             | Hamburger SV             | 0                |                   |   |                          |                          |       |
|  | Hamburger SV             | Hamburger SV             | 0                |                   |   |                          |                          |       |

Mecze
| Półfinał 20 lipca 2013 | Borussia Mönchengladbach | 1:0   | Borussia Dortmund |                                                                      |
| 16:45 CEST (UTC+02:00) | Daems 60' (k.)           | (0:0) |                   | Borussia-Park, Mönchengladbach Widzów: 47 125 Sędzia: Guido Winkmann |

| Półfinał 20 lipca 2013 | Bayern Monachium                                     | 4:0   | Hamburger SV |                                                                         |
| 18:30 CEST (UTC+02:00) | Boateng 12' · Mandžukić 41' · Kroos 44' · Müller 52' | (1:0) |              | Borussia-Park, Mönchengladbach Widzów: 42 217 Sędzia: Christian Dingert |

| Mecz o 3. miejsce 21 lipca 2013 | Borussia Dortmund | 1:0   | Hamburger SV |                                                                         |
| 16:45 CEST (UTC+02:00)          | Hofmann 24'       | (1:0) |              | Borussia-Park, Mönchengladbach Widzów: 44 506 Sędzia: Christian Dingert |

| Finał 5 sierpnia 2012  | Borussia Mönchengladbach | 1:5   | Bayern Monachium                                             |                                                                      |
| 18:35 CEST (UTC+02:00) | De Jong 30' (k.)         | (1:3) | Ribéry 17' · Lahm 23' · Thiago 26' · Robben 41' · Müller 60' | Borussia-Park, Mönchengladbach Widzów: 44 506 Sędzia: Guido Winkmann |

### 2014
Szósta edycja turnieju, rozegrana po raz drugi pod nazwą Telekom cup, odbyła się w dniach 26–27 lipca w Hamburgu na stadionie Imtech Arena. Uczestnikami turnieju byli gospodarze Hamburger SV (16), aktualni mistrzowie i zdobywcy pucharu Niemiec – Bayern Monachium, Borussia Mönchengladbach (6) i po raz pierwszy VfL Wolfsburg (5).
HSV w pierwszym półfinale zremisował bezbramkowo z VfL Wolfsburg, by następnie przegrać po serii rzutów karnych 5:6. W drugim spotkaniu mecz zakończył się również remisem (2:2 – gole zdobyli: Robert Lewandowski w 29., Franck Ribéry w 33. oraz Max Kruse w 42. i 59. minucie) i o awansie musiały zadecydować rzuty karne, w których Bayern Monachium pokonał zespół Borussii Mönchengladbach 5:4. Po raz pierwszy oba półfinały zostały rozstrzygnięte w rzutach karnych. W drugim dniu Hamburger SV zapewnił sobie 3. miejsce, zwyciężając 3:1 Borussię Mönchengladbach (gole: Jacques Zoua w 3., Rafael van der Vaart w 21. i Kerem Demirbay w 53. minucie dla HSV, Raphael w 4. minucie dla Borussii). Finał wygrał Bayern Monachium (3:0 z Vfl Wolfsburg). Gole zdobyli Robert Lewandowski (4., 20.) i Sebastian Rode (15.). Była to pierwsza obrona turniejowego tytułu.
Drabinka turnieju
|  |                          |                          |                  |                   |   |               |               |       |
|  | Półfinały                | Półfinały                | Półfinały        |                   |   | Finał         | Finał         | Finał |
|  | Półfinały                | Półfinały                | Półfinały        |                   |   | Finał         | Finał         | Finał |
|  | 26 lipca                 |                          |                  |                   |   |               |               |       |
|  |                          |                          |                  |                   |   |               |               |       |
|  | Hamburger SV             | Hamburger SV             | 0(5)             |                   |   |               |               |       |
|  | Hamburger SV             | Hamburger SV             | 0(5)             | 27 lipca          |   |               |               |       |
|  | VfL Wolfsburg            | VfL Wolfsburg            | 0(6)             |                   |   |               |               |       |
|  | VfL Wolfsburg            | VfL Wolfsburg            | 0(6)             |                   |   | VfL Wolfsburg | VfL Wolfsburg | 0     |
|  | 26 lipca                 |                          |                  |                   |   | VfL Wolfsburg | VfL Wolfsburg | 0     |
|  |                          |                          | Bayern Monachium | Bayern Monachium  | 3 |               |               |       |
|  | Bayern Monachium         | Bayern Monachium         | Bayern Monachium | Bayern Monachium  | 3 | 2(5)          |               |       |
|  | Bayern Monachium         | Bayern Monachium         |                  |                   |   |               |               |       |
|  | Borussia Mönchengladbach | Borussia Mönchengladbach | 2(4)             |                   |   |               |               |       |
|  | Borussia Mönchengladbach | Borussia Mönchengladbach | 2(4)             | Mecz o 3. miejsce |   |               |               |       |
|  |                          |                          |                  |                   |   |               |               |       |
|  | 27 lipca                 |                          |                  |                   |   |               |               |       |
|  |                          |                          |                  |                   |   |               |               |       |
|  | Hamburger SV             | Hamburger SV             | 3                |                   |   |               |               |       |
|  | Hamburger SV             | Hamburger SV             | 3                |                   |   |               |               |       |
|  | Borussia Mönchengladbach | Borussia Mönchengladbach | 1                |                   |   |               |               |       |
|  | Borussia Mönchengladbach | Borussia Mönchengladbach | 1                |                   |   |               |               |       |

Mecze
| Półfinał 26 lipca 2014 | Hamburger SV                                            | 0:0 k. 5:6    | VfL Wolfsburg                                   |                                                              |
| 18:30 CEST (UTC+02:00) |                                                         | (0:0, k. 5:6) |                                                 | Imtech Arena, Hamburg Widzów: 42 000 Sędzia: Bastian Dankert |
| 18:30 CEST (UTC+02:00) | Van der Vaart Djourou Stieber Jiráček Iličević Demirbay | Rzuty karne   | Naldo Jung Hunt Arnold Vieirinha Junior Malanda | Imtech Arena, Hamburg Widzów: 42 000 Sędzia: Bastian Dankert |

| Mecz o 3. miejsce 27 lipca 2014 | Hamburger SV                               | 3:1   | Borussia Mönchengladbach |                                                              |
| 16:30 CEST (UTC+02:00)          | Zoua 3' · Van der Vaart 21' · Demirbay 53' | (2:1) | Raffael 4'               | Imtech Arena, Hamburg Widzów: 50 000 Sędzia: Bastian Dankert |

| Finał 27 lipca 2014    | VfL Wolfsburg | 0:3   | Bayern Monachium               |                                                              |
| 18:15 CEST (UTC+02:00) |               | (0:3) | Lewandowski 4', 20' · Rode 15' | Imtech Arena, Hamburg Widzów: 50 000 Sędzia: Peter Gagelmann |

### 2015
Turniej odbył się po raz drugi w Mönchengladbach. Oprócz Borussii Mönchengladbach (3) udział wzięli Bayern Monachium (mistrz), Hamburger SV (16) i FC Augsburg (5). Po raz pierwszy turniej odbył się tylko w jednym dniu 12 lipca 2015, a czas rozgrywania spotkań został skrócony z 60 do 45 minut.
W pierwszym półfinale Hamburger SV pokonał w rzutach karnych Borussię Mönchengladbach 5:4. W regulaminowym czasie gry bramek nie było. Drugi półfinał rozstrzygnął na swoją korzyść zespół FC Augsburg, który zwyciężył Bayern Monachium wynikiem 2:1. Bramki strzelili Thiago Alcántara (7.) dla Bayernu oraz Alexander Esswein (29.) i Hong Jeong-ho (35.) dla Augsburga. Zespół Bayernu przegrał także drugi mecz, po rzutach karnych z Borussią Mönchengladbach 3:4 i po raz pierwszy zajął czwarte miejsce. W finale z Hamburger SV pokonał FC Augsburg po bramkach Mohameda Gouaidana (2.) i Raphaela Frambergera (32. – samobójcze trafienie) oraz bramce kontaktowej Tima Matavžy (41.) wynikiem 2:1. HSV turniej wygrał po raz drugi, po sześciu latach przerwy.
Drabinka turnieju
|  |                          |                          |             |                   |   |              |              |       |
|  | Półfinały                | Półfinały                | Półfinały   |                   |   | Finał        | Finał        | Finał |
|  | Półfinały                | Półfinały                | Półfinały   |                   |   | Finał        | Finał        | Finał |
|  | 12 lipca                 |                          |             |                   |   |              |              |       |
|  |                          |                          |             |                   |   |              |              |       |
|  | Borussia Mönchengladbach | Borussia Mönchengladbach | 0(4)        |                   |   |              |              |       |
|  | Borussia Mönchengladbach | Borussia Mönchengladbach | 0(4)        | 12 lipca          |   |              |              |       |
|  | Hamburger SV             | Hamburger SV             | 0(5)        |                   |   |              |              |       |
|  | Hamburger SV             | Hamburger SV             | 0(5)        |                   |   | Hamburger SV | Hamburger SV | 2     |
|  | 12 lipca                 |                          |             |                   |   | Hamburger SV | Hamburger SV | 2     |
|  |                          |                          | FC Augsburg | FC Augsburg       | 1 |              |              |       |
|  | Bayern Monachium         | Bayern Monachium         | FC Augsburg | FC Augsburg       | 1 | 1            |              |       |
|  | Bayern Monachium         | Bayern Monachium         |             |                   |   |              |              |       |
|  | FC Augsburg              | FC Augsburg              | 2           |                   |   |              |              |       |
|  | FC Augsburg              | FC Augsburg              | 2           | Mecz o 3. miejsce |   |              |              |       |
|  |                          |                          |             |                   |   |              |              |       |
|  | 12 lipca                 |                          |             |                   |   |              |              |       |
|  |                          |                          |             |                   |   |              |              |       |
|  | Borussia Mönchengladbach | Borussia Mönchengladbach | 0(4)        |                   |   |              |              |       |
|  | Borussia Mönchengladbach | Borussia Mönchengladbach | 0(4)        |                   |   |              |              |       |
|  | Bayern Monachium         | Bayern Monachium         | 0(3)        |                   |   |              |              |       |
|  | Bayern Monachium         | Bayern Monachium         | 0(3)        |                   |   |              |              |       |

Mecze
| Półfinał 12 lipca 2015 | Borussia Mönchengladbach                   | 0:0 k. 4:5  | Hamburger SV                                  |                                                                      |
| 15:00 CEST (UTC+02:00) |                                            |             |                                               | Borussia-Park, Mönchengladbach Widzów: 50 123 Sędzia: Guido Winkmann |
| 15:00 CEST (UTC+02:00) | Stindl Hahn Ritter Brouwers Raffael Elvedi | Rzuty karne | Holtby Lasogga Steinmann Djourou Cléber Kačar | Borussia-Park, Mönchengladbach Widzów: 50 123 Sędzia: Guido Winkmann |

| Półfinał 12 lipca 2015 | Bayern Monachium | 1:2 | FC Augsburg            |                                                                      |
| 16:15 CEST (UTC+02:00) | Thiago 7'        |     | Esswein 29' · Hong 35' | Borussia-Park, Mönchengladbach Widzów: 50 123 Sędzia: Martin Thomsen |

| Mecz o 3. miejsce 12 lipca 2015 | Borussia Mönchengladbach      | 0:0 k. 4:3  | Bayern Monachium                  |                                                                      |
| 17:30 CEST (UTC+02:00)          |                               |             |                                   | Borussia-Park, Mönchengladbach Widzów: 50 123 Sędzia: Martin Thomsen |
| 17:30 CEST (UTC+02:00)          | Stindl Ndenge Dahoud Brouwers | Rzuty karne | Alaba Lahm Kimmich Højbjerg Benko | Borussia-Park, Mönchengladbach Widzów: 50 123 Sędzia: Martin Thomsen |

| Finał 12 lipca 2015    | Hamburger SV                       | 2:1 | FC Augsburg |                                                                      |
| 18:45 CEST (UTC+02:00) | Gouaida 2' · Framberger 33' (sam.) |     | Matavž 41'  | Borussia-Park, Mönchengladbach Widzów: 50 123 Sędzia: Guido Winkmann |

### 2017 (zima)
W listopadzie 2016 ogłoszono, że turniej odbędzie się po raz pierwszy zimą w trakcie przerwy między sezonowej w Düsseldorfie. Udział potwierdziły zespoły: Fortuna Düsseldorf, Bayern Monachium, Borussii Mönchengladbach i FSV Mainz.
Wszystkie mecze zimowej edycji Telecom cup zostały rozegrane 14 stycznia. W pierwszym półfinale Bayern Monachium pokonał po rzutach karnych gospodarza turnieju i jednocześnie debiutanta, zespół Fortuna Düsseldorf 4:1. Rzuty karne wykorzystali Arturo Vidal, Xabi Alonso, Douglas Costa i David Alaba dla Bayernu oraz Kaan Ayhan dla Fortuny. Rouwen Hennings i Oliwer Fink nie zdołali pokonać bramkarza Bayernu, którym był Manuel Neuer. W drugim półfinale zespół 1. FSV Mainz 05 zwyciężył 1:0 z drużyną Borussii Mönchengladbach. Samobójcze trafienie zaliczył Jannik Vestergaard. W meczu o 3 miejsce gospodarze turnieju pokonali 2:0 Borussie Mönchengladbach. Gole zdobyli Ayhan i Iyoha. W finale Bayern wygrał 2:1 z drużyną 1. FSV Mainz 05, a bramki strzelali Franck Ribéry i Javi Martínez dla Bayernu oraz André Ramalho dla Mainz.
Drabinka turnieju
|  |                          |                          |                   |                   |   |                  |                  |       |
|  | Półfinały                | Półfinały                | Półfinały         |                   |   | Finał            | Finał            | Finał |
|  | Półfinały                | Półfinały                | Półfinały         |                   |   | Finał            | Finał            | Finał |
|  | 14 stycznia              |                          |                   |                   |   |                  |                  |       |
|  |                          |                          |                   |                   |   |                  |                  |       |
|  | Fortuna Düsseldorf       | Fortuna Düsseldorf       | 0(1)              |                   |   |                  |                  |       |
|  | Fortuna Düsseldorf       | Fortuna Düsseldorf       | 0(1)              | 14 stycznia       |   |                  |                  |       |
|  | Bayern Monachium         | Bayern Monachium         | 0(4)              |                   |   |                  |                  |       |
|  | Bayern Monachium         | Bayern Monachium         | 0(4)              |                   |   | Bayern Monachium | Bayern Monachium | 2     |
|  | 14 stycznia              |                          |                   |                   |   | Bayern Monachium | Bayern Monachium | 2     |
|  |                          |                          | 1.1. FSV Mainz 05 | 1.1. FSV Mainz 05 | 1 |                  |                  |       |
|  | Borussia Mönchengladbach | Borussia Mönchengladbach | 1.1. FSV Mainz 05 | 1.1. FSV Mainz 05 | 1 | 0                |                  |       |
|  | Borussia Mönchengladbach | Borussia Mönchengladbach |                   |                   |   |                  |                  |       |
|  | 1.1. FSV Mainz 05        | 1.1. FSV Mainz 05        | 1                 |                   |   |                  |                  |       |
|  | 1.1. FSV Mainz 05        | 1.1. FSV Mainz 05        | 1                 | Mecz o 3. miejsce |   |                  |                  |       |
|  |                          |                          |                   |                   |   |                  |                  |       |
|  | 14 stycznia              |                          |                   |                   |   |                  |                  |       |
|  |                          |                          |                   |                   |   |                  |                  |       |
|  | Fortuna Düsseldorf       | Fortuna Düsseldorf       | 2                 |                   |   |                  |                  |       |
|  | Fortuna Düsseldorf       | Fortuna Düsseldorf       | 2                 |                   |   |                  |                  |       |
|  | Borussia Mönchengladbach | Borussia Mönchengladbach | 0                 |                   |   |                  |                  |       |
|  | Borussia Mönchengladbach | Borussia Mönchengladbach | 0                 |                   |   |                  |                  |       |

Mecze
| Półfinał 14 stycznia 2017 | Fortuna Düsseldorf      | 0:0 k. 1:4  | Bayern Monachium                 |                                                                 |
| 15:00 CEST (UTC+02:00)    |                         |             |                                  | ESPRIT Arena, Düsseldorf Widzów: 41 244 Sędzia: Sven Waschitzki |
| 15:00 CEST (UTC+02:00)    | Hennings } Fink } Ayhan | Rzuty karne | Vidal Alonso Douglas Costa Alaba | ESPRIT Arena, Düsseldorf Widzów: 41 244 Sędzia: Sven Waschitzki |

| Półfinał 14 stycznia 2017 | Borussia Mönchengladbach | 0:1 | 1.1. FSV Mainz 05     |                                                                 |
| 16:15 CEST (UTC+02:00)    |                          |     | Vestergaard 8' (sam.) | ESPRIT Arena, Düsseldorf Widzów: 41 244 Sędzia: Benjamin Bläser |

| Mecz o 3. miejsce 14 stycznia 2017 | Fortuna Düsseldorf  | 2:0 | Borussia Mönchengladbach |                                                                 |
| 17:30 CEST (UTC+02:00)             | Ayhan 3' · Iyoha 7' |     |                          | ESPRIT Arena, Düsseldorf Widzów: 41 244 Sędzia: Sven Waschitzki |

| Finał 14 stycznia 2017 | Bayern Monachium         | 2:1 | 1.1. FSV Mainz 05 |                                                                 |
| 18:45 CEST (UTC+02:00) | Ribéry 4' · Martínez 11' |     | Ramalho 8'        | ESPRIT Arena, Düsseldorf Widzów: 41 244 Sędzia: Benjamin Bläser |

### 2017 (lato)
15 lipca 2017 r. Odbyła się dziewiąta edycja turnieju w Mönchengladbach z udziałem Bayernu Monachium, Borussii Mönchengladbach, Werderu Brema i debiutanta TSG 1899 Hoffenheim.
Borussia Mönchengladbach przegrała 0:3 z Werderem Brema w pierwszym półfinale w rzutach karnych. W drugim półfinale Bayern Monachium wygrał 1:0 z debiutantem TSG 1899 Hoffenheim. Jedynego gola strzelił Robert Lewandowski. W meczu o 3 miejsce gospodarze po raz drugi zremisowali bezbramkowo i o końcowym wyniku decydowały rzuty karne, które lepiej egzekwowali zawodnicy Hoffenheim zwyciężając 6:5. Mecz finałowy zakończył się zwycięstwem Bayernu 2:0 z drużyną Werderu Brema. Bramki strzelili Thomasa Müller i Juan Bernat. Była to czwarta wygrana edycja Telecom cup przez Bayern.
Drabinka turnieju
|  |                          |                          |                  |                   |   |              |              |       |
|  | Półfinały                | Półfinały                | Półfinały        |                   |   | Finał        | Finał        | Finał |
|  | Półfinały                | Półfinały                | Półfinały        |                   |   | Finał        | Finał        | Finał |
|  | 15 lipca                 |                          |                  |                   |   |              |              |       |
|  |                          |                          |                  |                   |   |              |              |       |
|  | Borussia Mönchengladbach | Borussia Mönchengladbach | 0(3)             |                   |   |              |              |       |
|  | Borussia Mönchengladbach | Borussia Mönchengladbach | 0(3)             | 15 lipca          |   |              |              |       |
|  | Werder Brema             | Werder Brema             | 0(5)             |                   |   |              |              |       |
|  | Werder Brema             | Werder Brema             | 0(5)             |                   |   | Werder Brema | Werder Brema | 0     |
|  | 15 lipca                 |                          |                  |                   |   | Werder Brema | Werder Brema | 0     |
|  |                          |                          | Bayern Monachium | Bayern Monachium  | 2 |              |              |       |
|  | Bayern Monachium         | Bayern Monachium         | Bayern Monachium | Bayern Monachium  | 2 | 1            |              |       |
|  | Bayern Monachium         | Bayern Monachium         |                  |                   |   |              |              |       |
|  | TSG 1899 Hoffenheim      | TSG 1899 Hoffenheim      | 0                |                   |   |              |              |       |
|  | TSG 1899 Hoffenheim      | TSG 1899 Hoffenheim      | 0                | Mecz o 3. miejsce |   |              |              |       |
|  |                          |                          |                  |                   |   |              |              |       |
|  | 15 lipca                 |                          |                  |                   |   |              |              |       |
|  |                          |                          |                  |                   |   |              |              |       |
|  | Borussia Mönchengladbach | Borussia Mönchengladbach | 0(5)             |                   |   |              |              |       |
|  | Borussia Mönchengladbach | Borussia Mönchengladbach | 0(5)             |                   |   |              |              |       |
|  | TSG 1899 Hoffenheim      | TSG 1899 Hoffenheim      | 0(6)             |                   |   |              |              |       |
|  | TSG 1899 Hoffenheim      | TSG 1899 Hoffenheim      | 0(6)             |                   |   |              |              |       |

Mecze
| Półfinał 15 lipca 2017 | Borussia Mönchengladbach        | 0:0 k. 3:5  | Werder Brema                                 |                                                                      |
| 14:00 CEST (UTC+02:00) |                                 |             |                                              | Borussia-Park, Mönchengladbach Widzów: 41 000 Sędzia: Guido Winkmann |
| 14:00 CEST (UTC+02:00) | Strobl Hofmann Raffael Cuisance | Rzuty karne | Gondorf Caldirola M. Eggestein Delaney Kruse | Borussia-Park, Mönchengladbach Widzów: 41 000 Sędzia: Guido Winkmann |

| Półfinał 15 lipca 2017 | Bayern Monachium | 1:0 | TSG 1899 Hoffenheim |                                                                        |
| 15:15 CEST (UTC+02:00) | Lewandowski 7'   |     |                     | Borussia-Park, Mönchengladbach Widzów: 41 000 Sędzia: Sascha Stegemann |

| Mecz o 3. miejsce 12 lipca 2014 | Borussia Mönchengladbach                | 0:0 k. 5:6  | TSG 1899 Hoffenheim                        |                                                                      |
| 16:30 CEST (UTC+02:00)          |                                         |             |                                            | Borussia-Park, Mönchengladbach Widzów: 41 000 Sędzia: Guido Winkmann |
| 16:30 CEST (UTC+02:00)          | Strobl Herrmann Grifo Sow Zakaria Mayer | Rzuty karne | Schär Ochs Zuber Terrazzino Posch Bičakčić | Borussia-Park, Mönchengladbach Widzów: 41 000 Sędzia: Guido Winkmann |

| Finał 15 lipca 2017    | Werder Brema | 0:2 | Bayern Monachium        |                                                                        |
| 17:45 CEST (UTC+02:00) |              |     | Müller 13' · Bernat 34' | Borussia-Park, Mönchengladbach Widzów: 41 000 Sędzia: Sascha Stegemann |

### 2019
13 stycznia 2019 roku po raz drugi Telecom Cup rozegrano zimą. Turniej tak jak przed dwoma laty odbył się W Düsseldorfie, gdzie rywalizały zespoły Fortuny Düsseldorf, Borussii Mönchengladbach, Bayernu i po raz pierwszy Hertha BSC.
Jubileuszowa dziesiąta edycja turnieju rozpoczęła się meczem gospodarzy przeciwko Bayernowi. Mecz zakończył się remis i zwycięzcę wyłonić musiały rzuty karne. Bayern wygrał 8:7. W drugim półfinale Borussia Mönchengladbach wygrała 1: 0 z debiutującą Herthą BSC i awansowała do finału. Jedynego gola zdobył Thorgan Hazard. W meczu o trzecie miejsce Fortuna Düsseldorf pokonała Herthe 3:1. Hertha objęła prowadzenia po golu Pascala Köpke w 3 minucie. Gospodarze nie dali jednak za wygraną i już w 11 minucie do wyrównania doprowadził Kenan Karaman, a później dwukrotnie do bramki trafił Marvin Ducksch. W finale Bayern po raz drugi w tym turnieju bezbramkowo zremisował i do rozstrzygnięcia zwycięzcy ponownie potrzebne był rzuty karne. W serii jedenastek Bayern pokonał Borussie Mönchengladbach 4:2. Rzuty karne pewnie wykorzystali James, Thiago, Leon Goretzka i Mats Hummels dla Bayernu oraz Josip Drmić i Tobias Strobl dla Borussii. Jedenastek nie wykorzystali Sandro Wagner dla Bayernu oraz Patrick Herrmann i Denis Zakaria po stronie Borussii.
Drabinka turnieju
|  |                          |                          |                          |                          |      |                  |                  |       |
|  | Półfinały                | Półfinały                | Półfinały                |                          |      | Finał            | Finał            | Finał |
|  | Półfinały                | Półfinały                | Półfinały                |                          |      | Finał            | Finał            | Finał |
|  | 13 stycznia              |                          |                          |                          |      |                  |                  |       |
|  |                          |                          |                          |                          |      |                  |                  |       |
|  | Fortuna Düsseldorf       | Fortuna Düsseldorf       | 0(7)                     |                          |      |                  |                  |       |
|  | Fortuna Düsseldorf       | Fortuna Düsseldorf       | 0(7)                     | 13 stycznia              |      |                  |                  |       |
|  | Bayern Monachium         | Bayern Monachium         | 0(8)                     |                          |      |                  |                  |       |
|  | Bayern Monachium         | Bayern Monachium         | 0(8)                     |                          |      | Bayern Monachium | Bayern Monachium | 0(4)  |
|  | 13 stycznia              |                          |                          |                          |      | Bayern Monachium | Bayern Monachium | 0(4)  |
|  |                          |                          | Borussia Mönchengladbach | Borussia Mönchengladbach | 0(2) |                  |                  |       |
|  | Borussia Mönchengladbach | Borussia Mönchengladbach | Borussia Mönchengladbach | Borussia Mönchengladbach | 0(2) | 1                |                  |       |
|  | Borussia Mönchengladbach | Borussia Mönchengladbach |                          |                          |      |                  |                  |       |
|  | Hertha BSC               | Hertha BSC               | 0                        |                          |      |                  |                  |       |
|  | Hertha BSC               | Hertha BSC               | 0                        | Mecz o 3. miejsce        |      |                  |                  |       |
|  |                          |                          |                          |                          |      |                  |                  |       |
|  | 13 stycznia              |                          |                          |                          |      |                  |                  |       |
|  |                          |                          |                          |                          |      |                  |                  |       |
|  | Fortuna Düsseldorf       | Fortuna Düsseldorf       | 3                        |                          |      |                  |                  |       |
|  | Fortuna Düsseldorf       | Fortuna Düsseldorf       | 3                        |                          |      |                  |                  |       |
|  | Hertha BSC               | Hertha BSC               | 1                        |                          |      |                  |                  |       |
|  | Hertha BSC               | Hertha BSC               | 1                        |                          |      |                  |                  |       |

Mecze
| Półfinał 13 stycznia 2019 | Fortuna Düsseldorf                                                        | 0:0 k. 7:8  | Bayern Monachium                                                    |                                         |
| 11:30 CEST (UTC+02:00)    |                                                                           |             |                                                                     | ESPRIT Arena, Düsseldorf Widzów: 41 244 |
| 11:30 CEST (UTC+02:00)    | Ayhan Gießelmann Stöger Lukebakio Morales Kamiński Raman Zimmermann Usami | Rzuty karne | Alaba Müller Lewandowski Gnabry Goretzka Kimmich Coman Sanches Süle | ESPRIT Arena, Düsseldorf Widzów: 41 244 |

| Półfinał 13 stycznia 2019 | Borussia Mönchengladbach | 1:0 | Hertha BSC |                                         |
| 13:00 CEST (UTC+02:00)    | Hazard 5'                |     |            | ESPRIT Arena, Düsseldorf Widzów: 41 244 |

| Mecz o 3. miejsce 13 stycznia 2014 | Fortuna Düsseldorf                      | 3:1 | Hertha BSC |                                         |
| 14:10 CEST (UTC+02:00)             | Karaman 11' · Ducksch 23' · Ducksch 32' |     | Köpke 3'   | ESPRIT Arena, Düsseldorf Widzów: 41 244 |

| Finał 13 stycznia 2019 | Bayern Monachium                     | 0:0 k. 4:2  | Borussia Mönchengladbach      |                                         |
| 16:30 CEST (UTC+02:00) |                                      |             |                               | ESPRIT Arena, Düsseldorf Widzów: 41 244 |
| 16:30 CEST (UTC+02:00) | Hummels Goretzka Thiago Wagner James | Rzuty karne | Herrmann Drmić Strobl Zakaria | ESPRIT Arena, Düsseldorf Widzów: 41 244 |

## Miejsca zespołów
| Klub                     | 2009 | 2010 | 2011 | 2012 | 2013 | 2014 | 2015 | 2017 (z) | 2017 (l) | 2019 |
| ------------------------ | ---- | ---- | ---- | ---- | ---- | ---- | ---- | -------- | -------- | ---- |
| Bayern Monachium         | 3    | 2    | 3    | 3    | 1    | 1    | 4    | 1        | 1        | 1    |
| Hamburger SV             | 1    | 3    | 2    | 4    | 4    | 3    | 1    | –        | –        | –    |
| FC Schalke 04            | 4    | 1    | –    | –    | –    | –    | –    | –        | –        | –    |
| Borussia Dortmund        | –    | –    | 1    | 2    | 3    | –    | –    | –        | –        | –    |
| Werder Brema             | –    | –    | –    | 1    | –    | –    | –    | –        | 2        | –    |
| Borussia Mönchengladbach | –    | –    | –    | –    | 2    | 4    | 3    | 4        | 4        | 2    |
| VfB Stuttgart            | 2    | –    | –    | –    | –    | –    | –    | –        | –        | –    |
| VfL Wolfsburg            | –    | –    | –    | –    | –    | 2    | –    | –        | –        | –    |
| FC Augsburg              | –    | –    | –    | –    | –    | –    | 2    | –        | –        | –    |
| 1. FC Köln               | –    | 4    | –    | –    | –    | –    | –    | –        | –        | –    |
| 1.1. FSV Mainz 05        | –    | –    | 4    | –    | –    | –    | –    | 2        | –        | –    |
| Fortuna Düsseldorf       | –    | –    | –    | –    | –    | –    | –    | 3        | –        | 3    |
| TSG 1899 Hoffenheim      | –    | –    | –    | –    | –    | –    | –    | –        | 3        | –    |
| Hertha BSC               | –    | –    | –    | –    | –    | –    | –    | -        | –        | 4    |

## Oglądalność w niemieckiej telewizji
W pierwszej edycji w 2009 roku turniej oglądało średnio 2,36 mln widzów (14,0%) oglądało cztery mecze. W 2010 roku było to 1,72 mln (11,9%), a w 2011 – 3,65 mln (13,9%). W 2011 roku mecze rozgrywane były we wtorki i środy wieczorem. Od 2012 turniej ponownie odbył się późnym popołudniem w soboty i niedziele i wówczas średnia liczba widzów wyniosła 1,55 mln (9,7%). Podczas turnieju w 2013 odnotowano średnią 1,66 mln podczas transmisji czterech meczów (12,5%). W 2014 średnio 2,61 mln widzów śledziło drugą połowę finału. W 2015 roku średnia liczba widzów wyniosła 1,71 mln (11,1%). Zimowa edycja turnieju w 2017 roku była zdecydowanie najsłabsza pod względem oglądalności, a finał pomiędzy Bayernem Monachium i 1. FSV Mainz 05 oglądało 1,37 mln widzów (5,4%). W lipcu tego samego roku liczba widzów w szczytowym momencie oglądalności wyniosła 2,06 miliona widzów (15,4%), najwyższy dotychczas wskaźnik procentowy udziałów pozycji programowych w Niemczech ze wszystkich rozegranych do tej pory turniejów organizowanych przez Telecom. Styczniowy finał w 2019 roku przyciągnął przed telewizory 1,85 mln widzów (10,6%).